# Vilken skön och rik gemenskap
Vilken skön och rik gemenskap är en psalm med text och musik skriven 1973 av Tedd Smith. Texten översattes 1987 till svenska av Gun-Britt Holgersson.

## Publicerad i
- Segertoner 1988 som nr 412 under rubriken "Den kristna gemenskapen - Gudstjänsten".[1]